# Карнішин
Карнішин (пол. Karniszyn) — село в Польщі, у гміні Бежунь Журомінського повіту Мазовецького воєводства.
Населення — 250 осіб (2011).
У 1975-1998 роках село належало до Цехановського воєводства.

## Демографія
Демографічна структура станом на 31 березня 2011 року:
|          | Загалом | Допрацездатний вік | Працездатний вік | Постпрацездатний вік |
| -------- | ------- | ------------------ | ---------------- | -------------------- |
| Чоловіки | 120     | 22                 | 77               | 21                   |
| Жінки    | 130     | 25                 | 72               | 33                   |
| Разом    | 250     | 47                 | 149              | 54                   |